# Potere legislativo

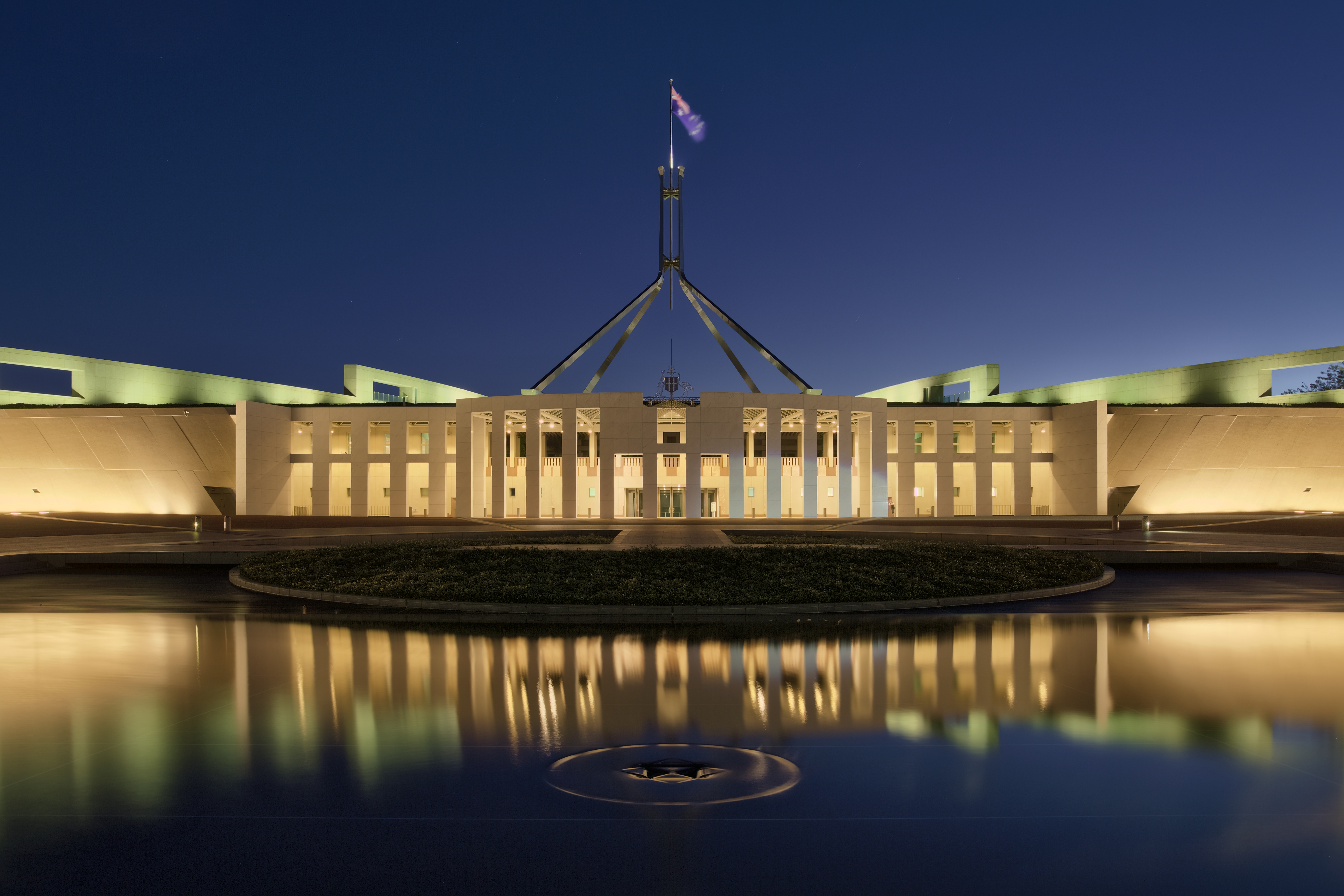
Parliament House a Canberra sede del Parlamento Federale di Australia

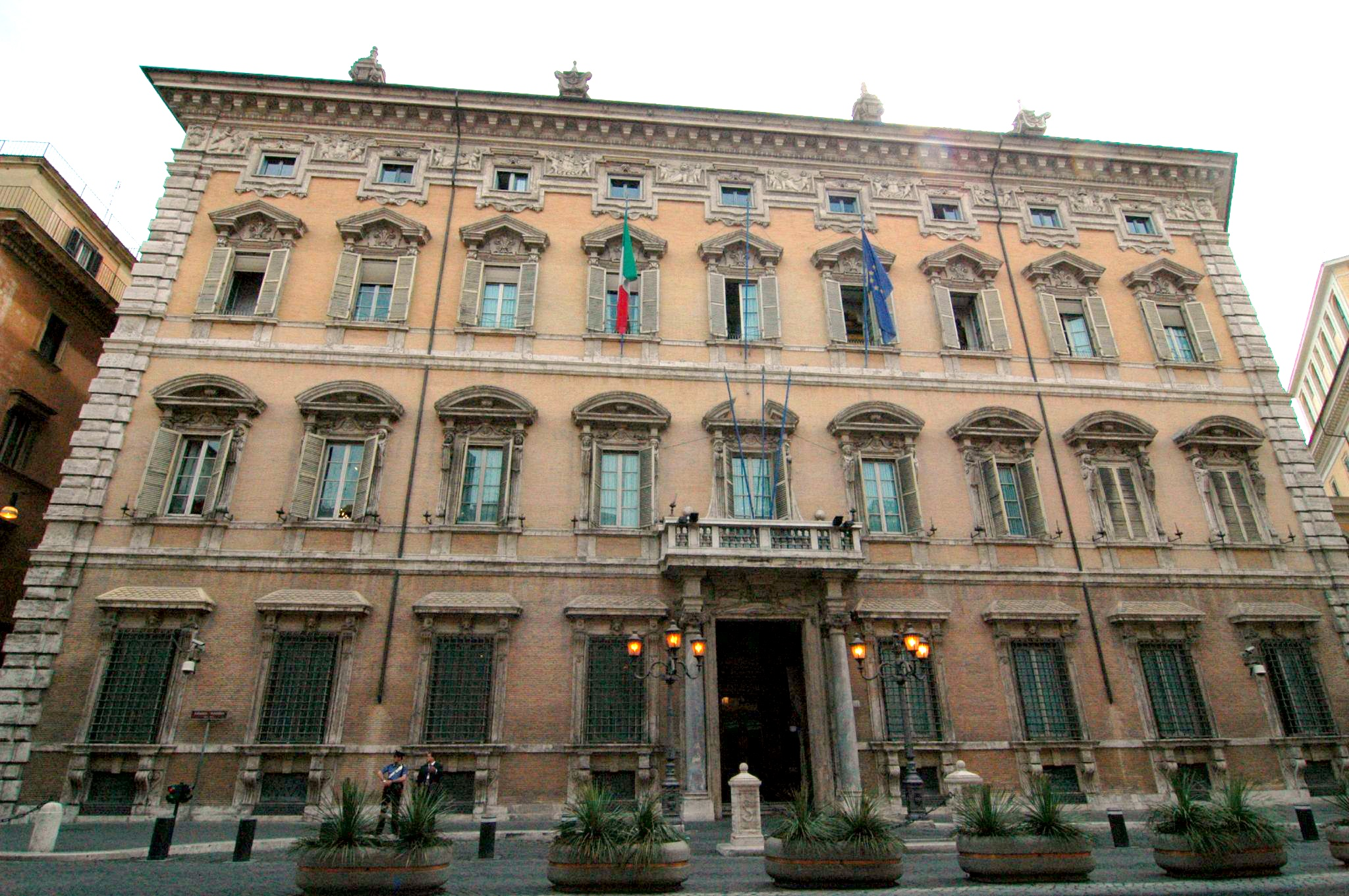
Palazzo Madama a Roma, sede del Senato della Repubblica

Il potere legislativo è uno dei tre fondamentali poteri sovrani attribuiti allo Stato (legislativo, esecutivo, giudiziario), nel principio classico della separazione dei poteri nella democrazia: si tratta di un principio attuato per la prima volta nella repubblica americana, poi teorizzato all’articolo 16 della dichiarazione dei diritti dell'uomo del 1789. Secondo la teoria di Montesquieu, i tre poteri devono essere esercitati da tre entità statali distinte e separate, che devono essere indipendenti l'una dall'altra. Il potere legislativo consente di fare nuove leggi, il potere dell'esecutivo si occupa della loro applicazione, quello giudiziario si occupa di giudicare e condannare chi non rispetta tali leggi.

## Descrizione

### Organi
Per potere dello Stato s'intende un organo o un complesso di organi dello Stato indipendente dagli altri poteri (esecutivo e giudiziario); i tre poteri nacquero di fatto nel 1791 in Francia, con l'emanazione della nuova costituzione.
Negli stati contemporanei del potere legislativo è titolare:
- il Parlamento o l'assemblea legislativa a livello nazionale;
- i parlamenti degli stati federati, nelle federazioni;
- eventuali organi, analoghi al parlamento, di regioni e altri enti territoriali ai quali è riconosciuta autonomia legislativa a mezzo di organi collegiali quali i consigli.

### Contenuto
Tali organi producono le norme attraverso un atto che prende il nome di legge. Peraltro, nella generalità degli ordinamenti non tutte le funzioni normative sono concentrate nel potere legislativo mentre sono attribuite a quest'ultimo anche funzioni non normative (amministrative, come nel caso delle "leggi-provvedimenti", o giurisdizionali).
Quando si è di fronte ad atti aventi la sola forma di legge, si parla di leggi meramente formali, poiché tali atti ne hanno la forma (e la forza) ma non il tipico contenuto normativo (esempio di legge meramente formale è, in molti ordinamenti, tra i quali quello italiano, la legge di approvazione del bilancio dello Stato).
Negli ordinamenti in cui la discrezionalità del Legislatore è sottoposta a scrutinio di costituzionalità, l'eccesso di potere legislativo è sanzionato con la caducazione della legge emanata in violazione della Costituzione. A partire dalla sentenza 22 gennaio 1957 n. 28 la Corte costituzionale italiana ha dichiarato che il rispetto del potere discrezionale del legislatore presuppone che «le norme siano dettate per categorie di destinatari e non ad personam». 
Configura eccesso di potere legislativo anche l’attribuzione al legislatore ordinario del potere di alterare il riparto costituzionale delle competenze del Parlamento e del Governo quanto alla produzione delle fonti primarie: esso, negli Stati a costituzione rigida, è sindacabile dalla giurisprudenza costituzionale; ma anche a livello convenzionale europeo - quando lo Stato legislatore comprime i diritti dei ricorrenti tutelati dall’articolo 6 CEDU intervenendo in un modo determinante (lo strumento legislativo) ad assicurare che l’imminente esito del procedimento, in cui esso era una parte, fosse ad esso favorevole - l'eccesso produce antigiuridicità sanzionata con gli strumenti pattizi.
In Italia, il potere legislativo spetta al Parlamento ai sensi dell'art. 70 della Costituzione e alle Regioni, ai sensi dell'art. 117 della Costituzione. Il Parlamento è competente a legiferare per le materie espressamente indicate nel secondo comma dell'articolo 117, mentre le Regioni sono competenti a legiferare per le restanti materie (competenza residuale).
Vi è poi un secondo elenco di materie contenuto nel terzo comma dell'articolo 117 chiamate materie di legislazione concorrente, nelle quali alle Regioni spetta la potestà legislativa, salvo che per la determinazione dei principi fondamentali (leggi-quadro), riservata allo Stato.
Anche il Governo può emanare un atto avente forza di legge (chiamato decreto legge), ma questo deve essere confermato successivamente dal Parlamento, pena la decadenza del decreto legge. Inoltre il Parlamento può delegare il Governo (tramite una legge chiamata appunto legge delega, che deve precedere la normazione governativa) affinché legiferi su una certa materia, ma al contempo stabilisce i margini entro i quali il Governo può muoversi nel legiferare. L'atto normativo emanato in questo modo dal Governo prende il nome di decreto legislativo. Il potere di iniziativa legislativa viene attribuito a ciascun parlamentare, al popolo, attraverso l'istituto della proposta di legge di carattere popolare, effettuata tramite la raccolta di almeno cinquantamila firme, e al Governo, le cui proposte di legge devono però essere controfirmate dal Presidente della Repubblica.
Sempre nell'ambito del potere legislativo vi sono alcuni casi in cui esso spetta al popolo sovrano: attraverso l'istituto del referendum abrogativo e, in materia costituzionale, attraverso l'istituto del referendum confermativo delle leggi costituzionali. Tutte le leggi devono essere promulgate dal Presidente della Repubblica il quale può rinviare solo una volta, altrimenti godrebbe del diritto di veto al Parlamento una legge se ritiene che questa sia in contrasto con la Costituzione.

### Le norme europee
Sul quadro così delineato è intervenuta negli ultimi anni con caratteri dirompenti la normativa della Unione europea. Come è noto i trattati istitutivi della Comunità Europea - e quelli che li hanno sostituiti istituendo l'Unione europea - hanno previsto delle fonti normative, i regolamenti, che si applicano direttamente a tutti i cittadini in tutti gli Stati membri senza che occorra un filtro da parte degli Stati (come invece avviene per le direttive). Questo sistema comporta inevitabilmente una compressione della potestà legislativa del Parlamento italiano, specie dopo che la Corte costituzionale - con la sentenza n. 170 del 1984 sul caso Granital - accolse la tesi secondo cui le norme europee hanno (salvi i contro limiti rappresentati dai principi supremi dell'ordinamento) un rango superiore alle leggi italiane.
Parte della dottrina aveva sollevato problemi di costituzionalità della disciplina comunitaria con la nostra Costituzione, e segnatamente con l'art. 70 che attribuisce la potestà legislativa esclusivamente alle Camere. Ma il presunto contrasto fu risolto dalla Corte costituzionale facendo ricorso all'art. 11 della nostra Costituzione, il quale prescrive che la nostra Repubblica consente, in condizioni di parità con gli altri Stati, alle limitazioni di sovranità necessarie ad un ordinamento che assicuri la pace e la giustizia fra le Nazioni; promuove e favorisce le organizzazioni internazionali rivolte a tale scopo. L'Unione europea - per la sentenza n. 300 del 1984 - rientra tra le organizzazioni internazionali citate dall'art. 11, e dunque la limitazione della nostra sovranità riceve l'autorevole avallo della nostra Corte costituzionale.